# Kamakaimoku
Kamakaimoku ("oko otoka") je bila havajska plemkinja, kćer Ku-a-Nuuanaua i Umiula-a-kaahumanu. Udala se za Kalaninuiamamaa te je s njim bila majka Kalaniopuu-a-Kaiamamaa. Poslije se udala za Kalanija Kamu Keeaumoku-nuia, brata svog muža. Njemu je rodila Keōuu, preko kojeg je bila baka kralja Kamehamehe I. Na kraju je postala supruga svog bratića, čije je ime bilo Alapaʻi Veliki. Njemu je rodila kćer Manono.